# Brillat-savarin (formaggio)
Il brillat-savarin è un formaggio francese a tripla crema e a pasta molle prodotto in Borgogna, classificabile come uno dei formaggi più grassi al mondo, contenendone circa il 75%.

## Storia
È stato creato nel 1870 circa con il nome di Excelsior e Délice des gourmets a Forges-les-Eaux.
Ha assunto la denominazione attuale grazie al casaro Henri Androuët nel 1930, in omaggio al gastronomo francese del XIX secolo Jean Anthelme Brillat-Savarin.
Il 19 gennaio 2017 ha ricevuto l'indicazione geografica protetta dalla Commissione Europea.

## Descrizione
Prodotto in Borgogna, ha un'altezza di 4 centimetri ed un diametro di 12-13 centimetri. Presenta una crosta lieve ed è simile, per struttura, ad una crème fraiche; se consumato invece quando ha sviluppato la sua sottile copertura bianca, la pasta sarà morbida.
Ha una stagionatura che oscilla tra le 2 e le 3 settimane.
È un formaggio a pasta molle a tripla crema succulento, cremoso e debolmente acido. Il tempo di invecchiamento extra concentra le proteine e il sale nel formaggio, dando luogo a sapori terrei più profondi ed un gusto intensamente salato.